# Sint-Macharius (Gent)

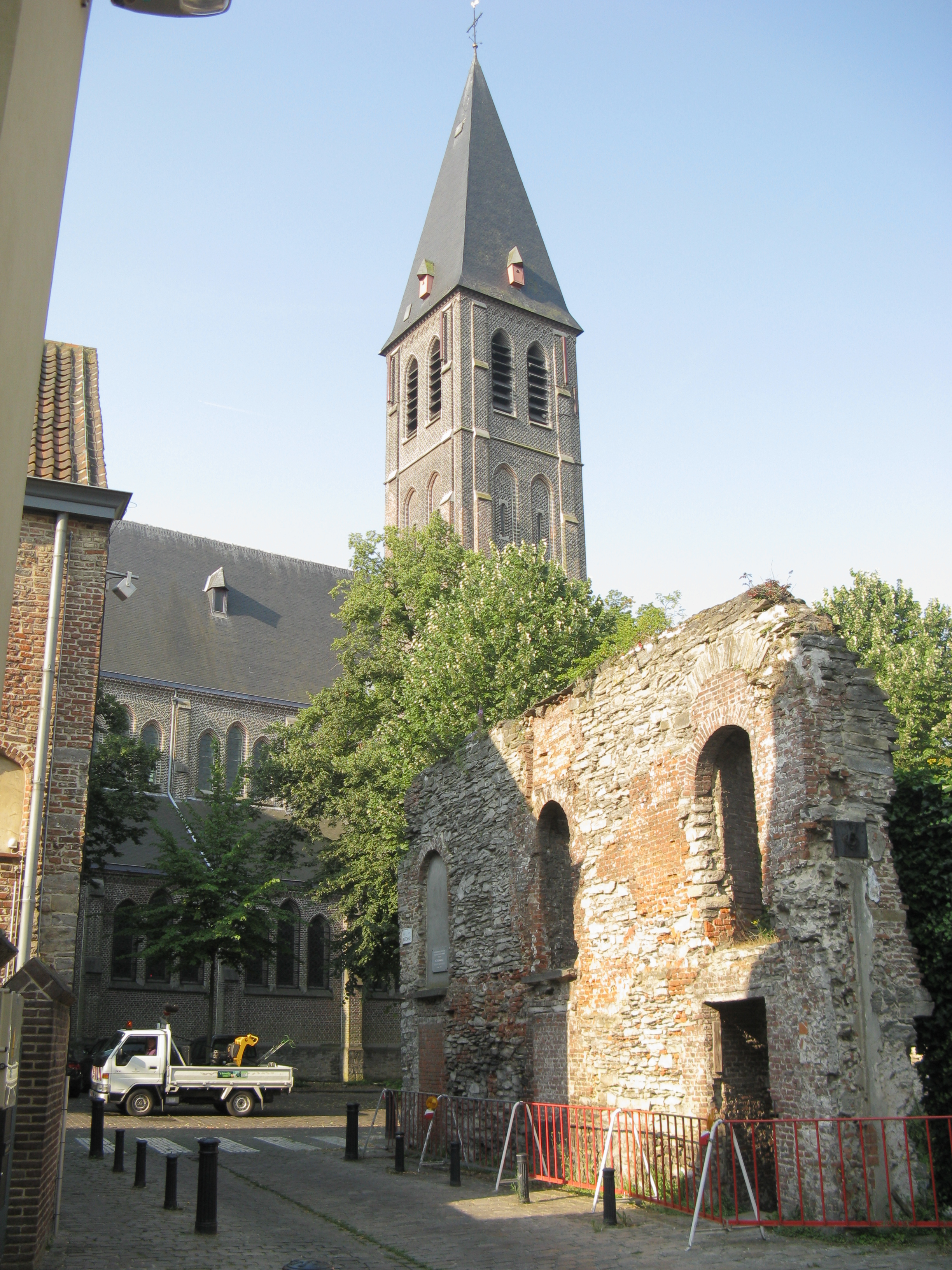
Sint-Machariuskerk, met restanten van de Sint-Baafsabdij op de voorgrond

Sint-Macharius is een deelwijk van Gent. Ze behoort samen met de Heirnis en de Visserij tot de buurt Macharius-Heirnis. Sint-Macharius ligt ten oosten van het stadscentrum. 

## Geschiedenis van de wijk
De wijk is genoemd naar de heilige Macharius van Antiochië die na een pelgrimstocht in de Sint-Baafsabdij zijn laatste dagen had beleefd. De Schelde stroomt ter hoogte van Sint-Macharius in de Leie. Op het punt van de samenvloeiing ligt de Portus Ganda. De naam Portus Ganda is afgeleid uit het woord Portus, hetgeen haven betekent, en Ganda, een oud Keltisch woord dat samenvloeiing betekent. 

## Bezienswaardigheden

### Sint-Machariuskerk
In de wijk staat ook de neogotische Sint-Machariuskerk. De bouw van de huidige kerk werd aangevat door Gustave De Battice, hulpbisschop van Gent, volgens een ontwerp van Arthur Verhaegen-Lammens. Ze werd later voltooid en gewijd op 16 september 1890 door Monseigneur Stillemans, bisschop van Gent.

### Sint-Baafsabdij
In de wijk liggen tevens de ruïnes van de oude Sint-Baafsabdij, uit de 7e eeuw waar de Heilige Bavo later zou gaan intreden. De abdij werd in 1540 afgebroken op bevel van keizer Karel en in de plaats werd het Spanjaardenkasteel gebouwd. De parochie en de abdij hebben geen verband met elkaar.